# Mèo Malta

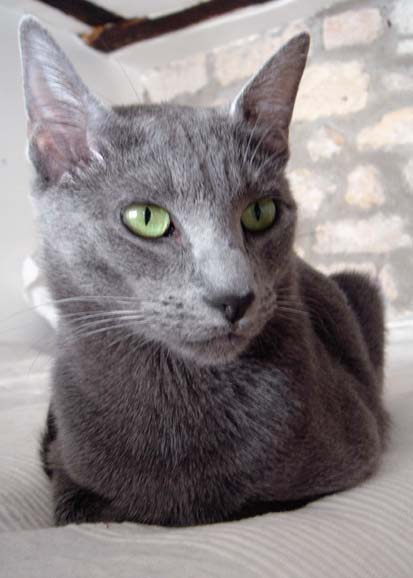
Một con mèo lông lam Nga là một trong những nòi mèo có kiểu lông Malta từ đầu tới chân.

Mèo Malta là tên gọi những con mèo nhà có bộ lông hoàn toàn (hoặc chí ít là chủ yếu) mang màu xanh đậm hay xám. Mèo Malta không phải là tên một nòi mèo riêng biệt mà áp dụng chung cho tất cả những cá thể mèo nào có mang bộ lông như trên và là thành viên của một nòi mèo trung gian. Cái tên mèo Malta có lẽ bắt nguồn từ việc nhiều cá thể như vậy có xuất thân từ đảo Malta.
Có một số nòi mèo luôn luôn có kiểu lông xanh xám như vậy và chúng cũng được gọi là mèo Malta. Một số ví dụ có thể kể đến như mèo lông lam Nga, mèo Chartreux và mèo Korat. Một số nòi mèo khác thì các cá thể "lông Malta" chiếm tỉ lệ đáng kể, tỉ như mèo lông ngắn Anh, và cái tên "mèo Malta" cũng được gọi cho các cá thể này - mặc dù tên đúng của nó là Mèo lông lam Anh.
Ở đây, những con mèo có bộ lông xanh xám toàn tập thì sẽ mang hai cặp gien lặn quy định tính trạng màu nhạt và tính trạng lông một màu; vì vậy việc lai 2 cá thề mèo như vậy - dù thuộc nòi nào - cũng sẽ ra mèo lông xám hệt như cha mẹ chúng.

## Hình ảnh

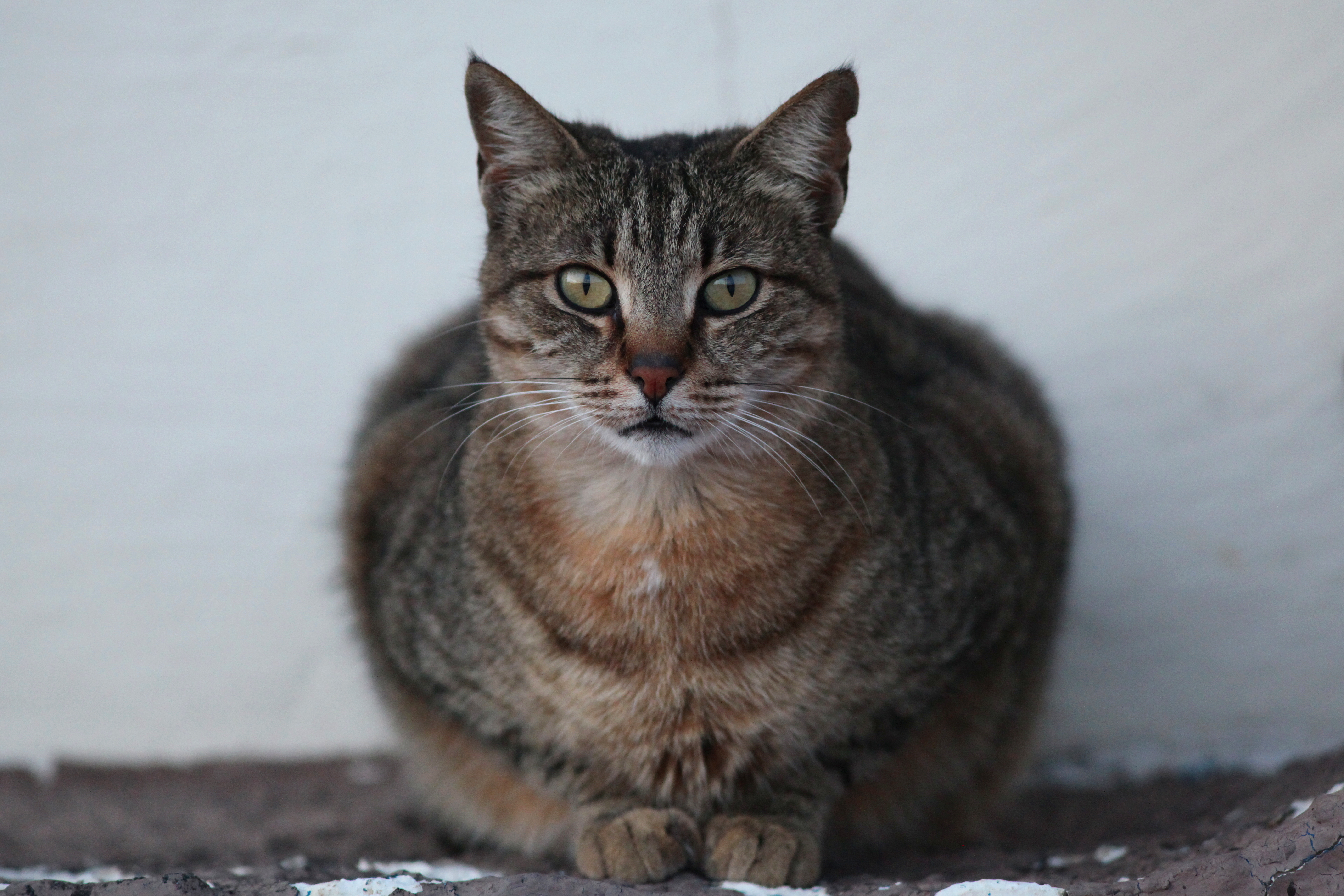
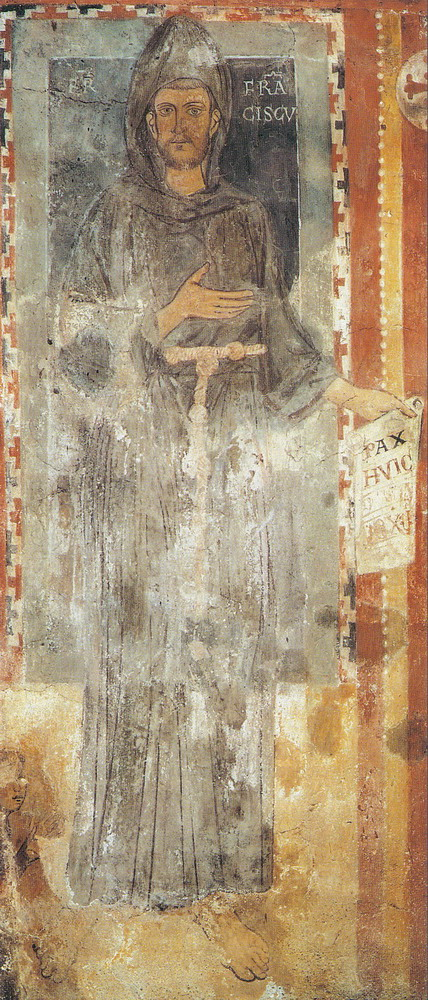
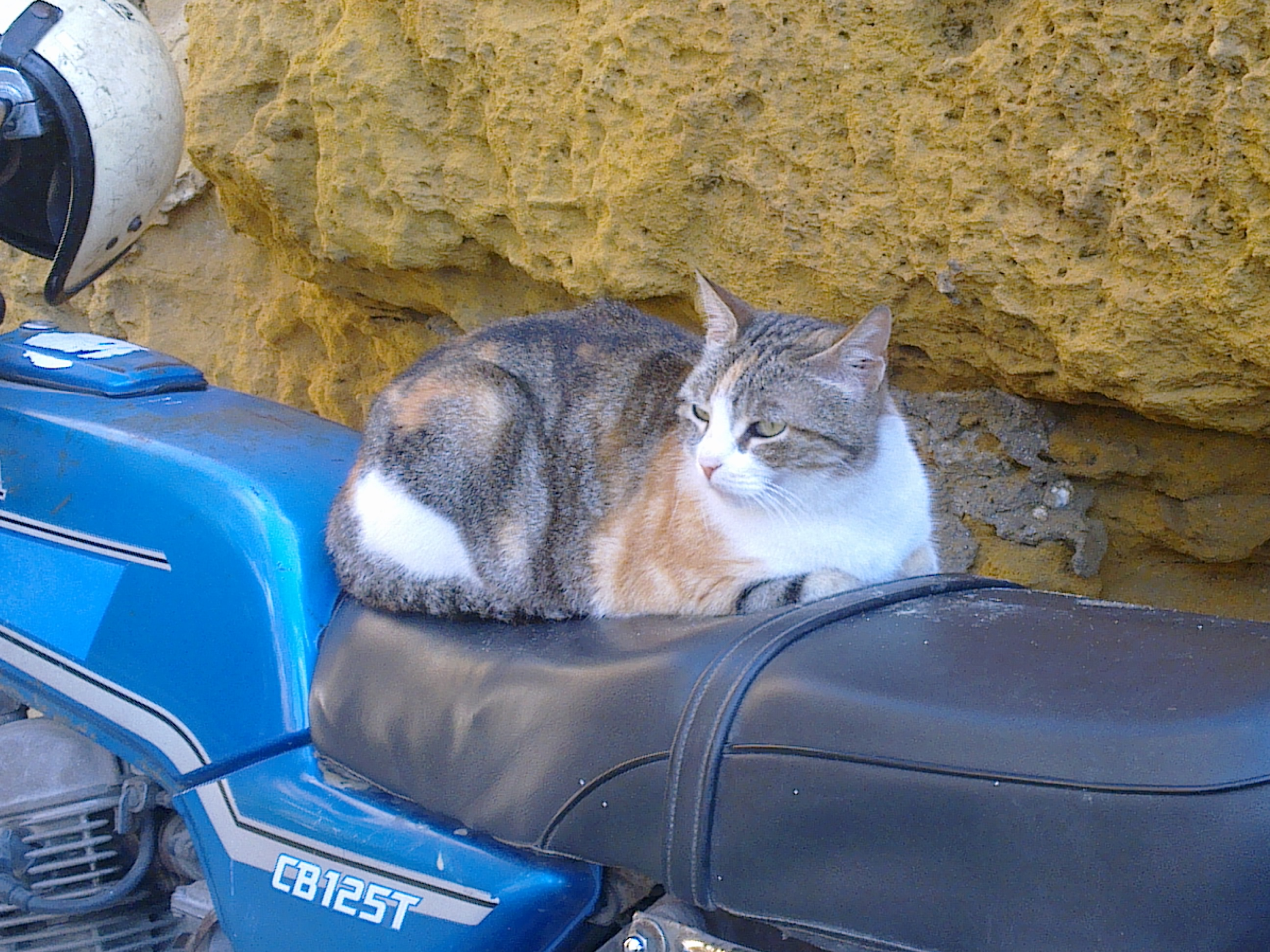